# Arquidiocese de Gniezno
A Arquidiocese de Gniezno (Archidiœcesis Gnesnensis) é uma arquidiocese da Igreja Católica situada em Gniezno, na Polônia. Acompanha seu título o de Primaz da Polônia. Seu atual arcebispo é Wojciech Polak. Sua Sé é a Catedral Basílica da Assunção da Beata Virgem Maria e Santo Adalberto.
Em 2016, possuía 266 paróquias servidas por 516 padres, contando com 97,3% da população jurisdicionada batizada.

## História
A Arquidiocese de Gniezno foi eregida nos anos 999-1000. Em 999, durante a canonização de Santo Adalberto, o Papa Silvestre II erigiu canonicamente a arquidiocese e nomeou como primeiro arcebispo o irmão de Adalberto, Radzym-Gaudenty. No ano seguinte, o legado papal Cardeal Robertus foi dar execução ao decreto de ereção. Tinha originalmente como sufragâneas as dioceses de Kołobrzeg, Cracóvia e Wroclaw e em 1075 foi adicionada a diocese de Poznań.
Pertenceu ao arcebispo de Gniezno o privilégio de coroar os reis da Polônia e em 1418 recebeu o título de Primaz da Polônia e da Lituânia. Em 1466, a diocese de Chełmno tornou-se sufragânea da arquidiocese de Gniezno .
O arcebispo Jan Laski no início do século XVI recebeu para si e seus sucessores o título do Papa Leão X de legados naturais. Dessa forma, os arcebispos serviram como interrex na República das Duas Nações.
Em 1807, a diocese de Cracóvia tornou-se a metrópole de Lviv. Em 16 de julho de 1821 pela Bula Papal De salute animarum do Papa Pio VII foi unida à diocese de Poznań e assumiu o nome de Arquidiocese de Gniezno-Poznań. Ao mesmo tempo, a diocese de Breslau tornou-se imediatamente sujeita à Sé Apostólica.
Em 28 de outubro de 1925 com a bula Vixdum Poloniae unitas do Papa Pio XI foram reorganizadas as províncias eclesiásticas polonesas do rito latino: A arquidiocese de Gniezno-Poznań recebe como sufragâneas as dioceses de Pelplin e Włocławek. Entre 1946 e 1992, a arquidiocese ficou unida à de Varsóvia.
Em 12 de novembro de 1948 a arquidiocese voltou a se dividir, dando origem a esta Arquidiocese e da Arquidiocese de Poznań.
Em 25 de março de 1992, como resultado da reorganização territorial das dioceses na Polônia ordenada pelo Papa João Paulo II com a bula Totus tuus Poloniae populus a arquidiocese perdeu partes de seu território, para o benefício da ereção da Diocese de Kalisz e Toruń, a Diocese de Chełmno tomou o nome da diocese de Pelplin e se tornou parte da província eclesiástica da Arquidiocese de Gdańsk.
Em 24 de fevereiro de 2004 rendeu uma parcela adicional de terra para o benefício da ereção da Diocese de Bydgoszcz.

## Prelados nos séculos XX e XXI
Administração local:
- Edward Likowski (1914 – 1915)
- Edmund Dalbor (1915 – 1926)
- August Józef Hlond (1926 – 1948)
- Stefan II Wyszyński (1948 – 1981)
- Józef Glemp (1981 – 1992)
- Henryk Józef Muszyński (1992 – 2010)
- Józef Kowalczyk (2010 - 2014)
- Wojciech Polak (2014 - atual)